# Pensamento de grupo
Pensamento de grupo (em inglês, groupthink) é uma expressão cunhada pelo psicólogo Irving Janis em 1972, para descrever o processo pelo qual um grupo social  pode tomar decisões inadequadas ou irracionais. A adesão do indivíduo ao pensamento de grupo pode ocorrer quando desejo de manter a lealdade do grupo se torna mais importante do que fazer as melhores escolhas.  O pensamento de grupo pode fazer com que grupos tomem decisões precipitadas e irracionais, já que a atitude crítica e o dissenso tendem a ser frequentemente tratados como elementos disruptores do equilíbrio coletivo. Segundo  Janis, o pensamento de grupo é "uma deterioração da eficiência mental, da capacidade de confrontar a realidade e de julgamento moral que resulta de pressões dentro do grupo". Os membros do grupo frequentemente sofrem de excesso de confiança e têm uma crença inquestionável na competência e na autoridade moral do próprio grupo. A dissidência costuma ser desencorajada e pode até mesmo levar à sua expulsão de membros  grupo, e estes, para evitar punições, permanecem em silêncio, o que cria a ilusão de concordância ou unanimidade no grupo.
Ao participar de uma tomada de decisão em grupo, cada indivíduo tende a moldar suas atitudes ou opiniões ao consenso grupal, não só no intuito de reafirmar sua  conformidade ao grupo mas também de preservar a própria coesão grupal. Tal comportamento, ainda que prefeitamente racional, pode conduzir cada participante a concordar, a qualquer custo, com o que lhe parece ser o pensamento dominante no grupo. Desse modo produzem-se decisões grupais desconformes com o pensamento de cada indivíduo, o que caracteriza um processo decisório disfuncional ou irracional. Nesse processo de busca da decisão consensual, o grupo tende a minimizar a importância dos conflitos ou mesmo a negar sua existência (eventualmente, desqualificando ou inibindo a expressão de pontos de vista divergentes), em prejuízo de uma avaliação crítica das ideias.
O pensamento de grupo é uma construção da psicologia social, mas tem amplo alcance e influencia a literatura nos campos de comunicação social, ciência política, administração  e teoria organizacional, tendo sido aplicado também ao estudo do comportamento de grupos religiosos.

## Origem
A expressão foi criada em 1952 por William H. Whyte, na revista Fortune:
| “ | Sendo groupthink um neologismo — e assumidamente tendencioso — é o caso de dar ao termo uma definição operacional. Não estamos falando de mero conformismo instintivo — esta é, afinal, uma falha perene da humanidade. Estamos falando é de um conformismo racionalizado — uma filosofia declarada e articulada segundo a qual os valores do grupo são não apenas convenientes, mas também são bons e justos. | ” |

Irving Janis foi o precursor das pesquisas sobre a teoria do pensamento de grupo. Ele não cita Whyte, mas explica que a palavra groupthink foi criada por analogia com doublethink e  termos similares que integravam o vocabulário da novilíngua do romance 1984, de George Orwell. A princípio, assim ele definiu o conceito de pensamento de grupo:
| “ | Utilizo o termo groupthink como uma maneira rápida e fácil de me referir ao modo de pensar que as pessoas adotam quando a busca de consenso se torna tão dominante em um grupo coeso que tende a se sobrepor à avaliação realista de cursos de ação alternativos. Groupthink é um termo da mesma ordem que as palavras do vocabulário de novilíngua que George Orwell usou em seu mundo desolador de 1984. Nesse contexto, o groupthink assume uma conotação injusta. Tal conotação é exatamente intencional, pois o termo se refere a uma deterioração na eficiência mental, na verificação da realidade e nos julgamentos morais, como resultado de pressões de grupo. :43 | ” |